# Eupsophus
Eupsophus is een geslacht van kikkers uit de familie Alsodidae. De groep werd lange tijd tot de familie Cycloramphidae gerekend. De groep werd voor het eerst wetenschappelijk beschreven door Leopold Fitzinger in 1843. Oorspronkelijk werd de wetenschappelijke naam Borborocoetes gebruikt.
Er zijn 10 soorten, inclusief de pas in 2012 beschreven Eupsophus altor. Alle soorten komen voor in delen van Zuid-Amerika en leven in de landen Bolivia, Brazilië en Paraguay tot Argentinië en Chili.

## Soorten
- Soort Eupsophus altor Nuñez, Rabanal & Formas, 2012
- Soort Eupsophus calcaratus (Günther, 1881)
- Soort Eupsophus contulmoensis Ortiz, Ibarra-Vidal & Formas, 1989
- Soort Eupsophus emiliopugini Formas, 1989
- Soort Eupsophus insularis (Philippi, 1902)
- Soort Eupsophus migueli Formas, 1978
- Soort Eupsophus nahuelbutensis Ortiz & Ibarra-Vidal, 1992
- Soort Eupsophus roseus (Duméril & Bibron, 1841)
- Soort Eupsophus septentrionalis Ibarra-Vidal, Ortiz & Torres-Pérez, 2004
- Soort Eupsophus vertebralis Grandison, 1961